# Lymnas corvina
Lymnas corvina är en fjärilsart som beskrevs av Hans Ferdinand Emil Julius Stichel 1910. Lymnas corvina ingår i släktet Lymnas och familjen Riodinidae. Inga underarter finns listade i Catalogue of Life.